# Utetes rosae
Utetes rosae är en stekelart som först beskrevs av Vladimir Ivanovich Tobias 1977.  Utetes rosae ingår i släktet Utetes och familjen bracksteklar. Inga underarter finns listade i Catalogue of Life.